# Pere Pascual Gual
Pere Pascual Gual   (Inca, 12 de novembre de 1947 - Inca, 26 de febrer de 2023) fou un arquitecte tècnic, empresari hoteler i mecenes de l'àmbit cultural i social mallorquí.
Va estudiar Arquitectura Tècnica en Execució d'Obres a Barcelona. La seva trajectòria professional s'inicià com a aparellador municipal de l'Ajuntament d'Inca. Com a empresari, les seves primeres passes foren al món de la construcció per passar més tard a l'hosteleria. Era propietari de la cadena Hotels Viva, amb 6 establiments a Mallorca i de la cadena Vanity Hotels. Gestionava l'agroturisme Son Jaumell i participà en la cadena Excellence que compta amb 7 hotels al Carib. En el moment de la seva mort, era el dotzè mallorquí més ric amb un patrimoni net de 145 milions d'euros segons la llista del diari El Mundo.
Es va implicar en tasques d'ajuda humanitària, com a patró al Projecte Home i a la Fundació Campaner. També va posar en marxa la Fundació Es Convent amb seu a Inca, col·laborant amb l'Obra Cultural Balear i ajudant a impulsar el naixement de l'ARA Balears.

## Premis i distincions
- Premi d'honor del Dijous Bo d'Inca (2009).[4]
- Guardó al treball, l'esforç i a la dedicació professional en turisme concedit pel Govern de les Illes Balears (2018)[5]
- Premi Gabriel Alomar dels Premis 31 de Desembre de l'Obra Cultural Balear, per la seva consciència cívica i social desenvolupada des del prisma empresarial (2019).[6]